# Мадазимов, Рахмонберди
Рахмонберди Мадазимов (узб. Мадазимов Раҳмонберди Муҳаммадаъзим аълам ўғли) (1875, город Ош, Ошский уезд, Ферганская область - 1933, город Узген, Киргизская АССР, РСФСР, СССР) — основатель и организатор театрального движения в Центральной Азии и Киргизии, основатель, первый директор, художественный руководитель и главный режиссёр старейшего профессионального театра в Центральной Азии - Ошского Государственного академического узбекского музыкально-драматического театра имени Бобура, писатель, музыкант, внёс большой вклад в развитие культуры, искусства и системы образования Кыргызстана, лидер и идеолог джадидизма на юге Киргизии. Сыграл активную роль на заре становления новой государственности - в формировании Кара-Кыргызской автономной области. Был избран депутатом Ошского областного, Ошского городского и Кара-Суйского районного Советов.

## Биография
Мирзо Рахмонберди хаджи сын Мухаммадазима аълама (Мадазимов) родился в 1875 году в городе Ош. Он, как и его отец Мухаммадазим, был авторитетным муллой, совершившим паломничество в Мекку, он молитвами лечил даже безнадёжных тяжелобольных. Его отец Мухаммадазим был знаменитым богословом, проповедником ислама, улемом и казы города Ош. В то время было крайне мало людей знавших грамоту, Рахмонберди Мадазимов и его дети принадлежали к той малой части. Рахмонберди Мадазимов учился в русско-туземной школе города Ош. Рахмонберди хаджи Мадазимов был писателем, в 1914—1915 годах в типографии при канцелярии генерал-губернатора Туркестанского края в городе Ташкенте были изданы две его книги «Ўшнинг тавсифи» («Характеристика Оша»), "Исмлар имлоси"(«Словарь имён»).
В 1914 году под руководством Рахмонберди Мадазимова вместе с учителем русско-туземной школы города Ош Балтыходжой Султановым был основан театральный кружок.
В 1918 году под руководством Рахмонберди Мадазимова вместе с другими просвещёнными деятелями и учителями Ошского уезда Бекназаром Назаровым, Иброхимом Мусабоевым, Журахоном Зайнобиддиновым, Назирхоном Камоловым, Абдурашидом Эшонхоновым, А.Саидовым впервые в Кыргызстане был основан самодеятельный театральный кружок на базе концертной бригады при Реввоенсовете Туркестанского фронта из местных мусульманских актёров. Первый директор, художественный руководитель и главный режиссёр театральной труппы Рахмонберди Мадазимов был первым основателем и организатором театрального движения в Центральной Азии и Кыргызстане. В 1919 году кружок сформировался в драматическую труппу. В дальнейшем к труппе присоединились артисты Абдукодир Исхоков, Исроилжон Исмоилов, Жалил Собитов. Эта труппа послужила не только развитию театрального искусства, но и развитию профессионального музыкального искусства на юге Киргизии. Так как в репертуаре труппы, кроме театральных постановок ставились многочисленные концертные программы, также осуществлялась обработка народных мелодий для музыкального сопровождения спектаклей, что стало особым этапом на пути становления музыкантов-профессионалов. В дальнейшем эта труппа стала основой для создания Ошского Государственного академического узбекского музыкально-драматического театра имени Бабура. Узбекский академический музыкально-драматический театр в городе Ош является вторым старейшим профессиональным театром в Центральной Азии, после Национального академического драматического театра имени Хамзы в городе Ташкент (основанного в 1913-27 февраля 1914 годах).
Директор, художественный руководитель и главный режиссёр театра Рахмонберди Мадазимов в составе театра побывал во всех районах Ошского уезда, где ставил спектакли и оружием искусства и культуры боролся за установления Советской власти на юге Киргизии. Ставя спектакли в районах, он совместно со своим родственником, основателем и первым начальником милиции города Ош Балтыходжой Султановым активно участвовал в образовании вновь созданной Кара-Кыргызской автономной области
Поставленная Мадазимовым на сцене драматической труппы пьеса Маннона Уйгура «Лекарь из Туркестана» в своё время вызвало резкое недовольство реакционеров. Так как в то время в составе труппы не было женщин актрис, то роль женщин великолепно исполнял Журахон Зайнобиддинов. Во время Гражданской войны прилегающие к Ошу районы превратились в поле боёв. По предложению начальника милиции города Ош Балтыходжа Султанова труппа стала участником этого фронта и агитатором партии большевиков. Труппа ставила спектакли и концерты в сёлах Ошского уезда, на базарах, площадях и других местах, где собиралось много народу, показывала недобрые намерения врагов революции. Просвещённые революционные деятели Балтыходжа Султанов и Фазылбек Касымбеков помогали встать на ноги молодому коллективу театральной труппы. Свёкор Б. Султанова первый основатель, директор и художественный руководитель Ошского узбекского театра Рахмонберди Мадазимов рассказывал: курбаши Мадаминбек бесчинствовал около Андижана, нападал на жителей. Начальник милиции города Ош и начальник ЧК Ошского уезда Балтыходжа Султанов и Ошский гарнизон хотели помочь с обеспечением оружия Андижанскому военному гарнизону. Но как доставить туда оружие? Эту проблему решили артисты театра. Украсили карету, разложили оружие, сверху положили одеяла и тушаки. Артист Рахмонберди Мадазимов наложил грим и стал большим «ишаном»-религиозным проповедником. Ещё два актёра стали его «муридами»-учениками. Поставили около себя священную книгу Коран, читая его пустились в путь. Когда карета подъехала к Ходжаабаду послышалась стрельба. Десятки конников окружили карету. Тогда извозчик сделал рукой знак «тихо» конникам и приоткрыл занавеску. Увидев «ишана» и его «учеников» поклонились. Потом с почестями довезли их до Андижана. Для обеспечения оружием такие «постановки» труппы повторялись неоднократно.
В соответствии с постановлением Совета народных комиссаров, в 1929 году театр начал свою деятельность на профессиональной основе и начиная с этого времени Р. Мадазимов начал ставить на сцене большие пьесы, которые отражали злободневные вопросы того времени. Постановка на сцене музыкальной драмы Камила Яшина и Музаффара Мухамедова «Гулсара» стало большим событием. В 1929—1931 годы в театре Мадазимовым были поставлены пьесы К.Яшина «Лолахон», «Ажи-ажи». Эти произведения сыграли большую роль в раскрытии чёрных замыслов идейных противников. Спектакль «Лолахон» много раз ставился для трудящихся Оша, Аравана, Узгена, Кара-Суу, Нооката, Ходжаабада. Реакционные элементы организовали ряд нападений в отношении театральных работников. Были подготовлены наёмники, которые должны были поймать и выколоть глаза Рахмонберди Мадазимову, Розияхон Муминовой, Тожихон Хасановой, Уринбою Рахмонову. Для безопасности артистов к ним были приставлены вооружённые охранники.
Несмотря на организационные трудности, театр расширял свой репертуар за счёт новых, идейных и высокохудожественных произведений. В этом театру оказывали большую практическую помощь народный артист СССР Рахим Пирмухамедов, народные артисты Узбекистана Хикмат Латипов (1932-1933 годы) и Кудрат Ходжаев. На сцене Ошского театра Р. Мадазимовым были поставлены пьесы «Два коммуниста», «Друзья», «Алишер Навои» и другие произведения.
Заслуги Рахмонберди Мадазимова как организатора и основателя театрального движения в Кыргызстане и первого основателя и организатора театральной труппы написаны на странице 110 Энциклопедии Ошской области изданная Академией наук Киргизской ССР в 1987 году, в этой же Энциклопедии на стр.110 размещена фотография его сына Журахона Рахмонова. В 5 томе Национальной Энциклопедии «Кыргызстан» изданного Центром Государственного языка и энциклопедии, Бишкек 2014 году, в Национальной энциклопедии Узбекистана, «Во имя процветания Кыргызстана» Энциклопедическом издании о выдающихся узбеках Кыргызстана и в книге Абдугани Абдугафуров «Ошский академический театр» изданная в 1980 и 2010 годах посвящённые юбилею Ошского узбекского драматического театра имени Бабура отражены заслуги Рахмонберди Мадазимова в организации и деятельности Ошского театра. Рахмонберди Мадазимов входит в число известных узбеков Кыргызстана, внёсших большой вклад в развитие страны.
На заре становления новой государственности — в формировании Кара-Кыргызской автономной области активную роль сыграли Рахмонберди Мадазимов, Балтыходжа Султанов, Насрулло Султанов, Журахон Зайнобиддинов, Санжар Касымбеков, Иномжон Саидий, Журахон Шамсуддинов.
Двое сыновей Рахмонберди Мадазимова достойно продолжили дело своего отца служению искусству и культуры много лет работали на сцене театра имени Бабура города Ош. Уринбой и Журахон Рахмоновы были одними из основателей музыкально-драматического театра имени Бобура города Ош и внесли большой вклад в развитие искусства и культуры Киргизии, воспитали много молодых актёров. Их большой вклад и труд были высоко оценены руководством Киргизской ССР и они были награждены орденами, многочисленными медалями и почётными грамотами.

## Работа втеатре
| Год  | Название                  | Оригинальное название узб. {{{1}}} | Автор                 |
| ---- | ------------------------- | ---------------------------------- | --------------------- |
| 1919 | Отцеубийца                | Падаркуш                           | М. Бехбудий           |
| 1919 | Лекарь из Туркестана      | Туркистонлик табиб                 | Маннон Уйгур          |
| 1920 | Отравленная жизнь         | Заҳарли ҳаёт                       | Хамза                 |
| 1921 | Сирота                    | Етим                               | Гулом Зафарий         |
| 1922 | Наказание клеветников     | Туҳматчилар жазоси                 | Хамза                 |
| 1923 | Лолахон                   | Лолахон                            | Комил Яшин            |
| 1924 | Рапорт с юга              | Жанубдан рапорт                    | Махмуд Рахмон         |
| 1925 | Гулсара                   | Гулсара                            | К.Яшин и М.Музаффаров |
| 1926 | Два коммуниста            | Икки коммунист                     | К.Яшин                |
| 1927 | Друзья                    | Ўртоқлар                           | К.Яшин                |
| 1928 | Внутри                    | Ичкарида                           | К.Яшин                |
| 1929 | Халима                    | Ҳалима                             | Гулом Зафарий         |
| 1929 | Ажи-ажи                   | Ажи-ажи                            | К.Яшин                |
| 1930 | Истории на хлопковом поле | Пахта шумғиялари                   | Умаржон Исмоилов      |
| 1931 | Женитьба                  | Уйланиш                            | Н. В. Гоголь          |
| 1932 | Переводчик                | Тилмоч                             | Маннон Уйгур          |

- 1919 год — М.Бехбудий «Падаркуш», (Отцеубийца) Маннон Уйгур «Лекарь из Туркестана».
- 1920 год — Хамза «Отравленная жизнь».
- 1921 год — Гулом Зафарий «Сирота».
- 1922 год — Хамза «Наказание клеветников».
- 1923 год — Комил Яшин «Лолахон».
- 1924 год — Махмуд Рахмон «Рапорт с юга».
- 1925 год — К.Яшин и М.Музаффаров «Гулсара».
- 1926 год — К.Яшин «Два коммуниста».
- 1927 год — К.Яшин «Друзья».
- 1928 год — К.Яшин «Внутри».
- 1929 год — Гулом Зафарий «Халима», К.Яшин «Ажи-ажи».
- 1930 год — Умаржон Исмоилов «Истории на хлопковом поле».
- 1931 год — Н. В. Гоголь «Женитьба».
- 1932 год — Маннон Уйгур «Переводчик».

Кроме того, он участвовал в многочисленных концертных программах.

## Вклад в системуобразованияЮгаКыргызстана
Лидерами и идеологами джадидизма на юге Киргизии были мулла Рахмонберди Мадазимов, Балтыходжа Султанов и путешественник и революционер Фазылбек Касымбеков. В начале 20-го века Рахмонберди Мадазимов, Балтыходжа Султанов и Фазылбек Касымбеков открыли джадидскую школу в Оше, где обучалось более 60 детей, а в школе Кара-Суу – 20 детей.
На базе Ошской русско-туземной школы (в дальнейшем — школа имени 25-го Октября) Рахмонберди Мадазимов и Балтыходжа Султанов организовали библиотеку — первую до революции на Юге Кыргызстана. Книги для библиотеки они покупали за счёт собственных средств.
В то время было крайне мало людей знавших грамоту, грамоту получали в основном дети из дворянского сословия и богатых семей. Поэтому они уделяли большое внимание народному образованию, развитию сети советских школ на юге Кыргызстана. Они внесли большой вклад в развитие системы народного образования Ошской области. 20 мая 1918 года Рахмонберди Мадазимов, Балтыходжа Султанов приняли активное участие в формировании в Оше совета народного образования. При непосредственном участии Рахмонберди Мадазимова и Балтыходжи Султанова в августе 1918 года был открыт первый детский сад на 95 человек, в Ошском уезде в 1918 году было открыто 13 школ, где обучалось 939 детей и подростков. По их предложению была организована бесплатная раздача горячей пищи для голодных детей и сирот.
Рахмонберди Мадазимов был избран депутатом Ошского областного, Ошского городского и Кара-Суйского районного Советов.
Основатель, первый директор, художественный руководитель и главный режиссёр Ошского узбекского драматического театра Рахмонберди хаджи Мадазимов в связи с выездом в город Узген в 1932 году ушёл из театра, где женился на Шарофатхон (Турсунхон) (уроженке города Узген) матери Мухтара Султанова и умер в конце мая 1933 года в городе Узгене. Был похоронен на кладбище "Етти Султон" города Узген.

## Семья
Отец - Ибни Мухаммадаъзим аълам (умер в 1876 году), религиозный деятель, богослов, проповедник ислама, улем, имам мечети, казы города Ош. Мать - Биби Солиха (1850—1922), уроженка города Уратепа. Супруга — Бибихон (1884—1922), уроженка города Уратепа. Дети — Назокатхон (1902—1934), Хожинисо (1907—1932), Уринбой (1910—1980), Назирхон (1912—1917), Журахон (1917—1977). Второй супругой была Шарофатхон (уроженка города Узген) мать Мухтара Султанова.
Внук: Азизулло Иззатуллаев
Родственниками Рахмонберди Мадазимова являются: поэт Ходжаназар Хувайдо, академик Хабиб Абдуллаев (Его мать Ибодатхон вышла вторым браком за Хошима Мадазимова (родственника Рахмонберди Мадазимова) в 1924 году, после смерти мужа Абдуллы. Он был амином в Араване. Хабиб Абдуллаев жил у Мадазимовых несколько лет. На улице Алебастрова города Ош родилась его сводная сестра Иноятхон). В дальнейшем Хабиб Абдуллаев несколько раз приезжал к ним в гости со своей дочерью Раъно (секретарь по идеологии ЦК КП Узбекистана) и сыном Пулатом (Чрезвычайный и полномочный посол СССР и РФ).
Племянники: Анвар Касымов, певец Мухаммадкарим Соипов.
Родственники со стороны свёкров: Султан и Кудрат Таирбаевы, Балтыходжа Султанов, Иззат Султан, Мухтар Султанов, Мамадали Курбанов, Махмуд Косимов, Алишер Отабоев, Кодир Рахматович Парпиев, Зироатхон (Ойхон) Хошимова, [archive.today/20191219154753/www.kino-teatr.ru/kino/acter/m/sov/9637/bio Эркин Комилов], экс-председатель ОАО “Узвторцветмет” Мурод Зайнобиддинович Салохиддинов, председатель Ошского горисполкома Ахмаджон Давидов.

## Написанные книги
1. "Ўшнинг тавсифи" (Характеристика Оша) / Рахмонберди Мадазимов. — Ташкент: Типография при канцелярии генерал-губернатора Туркестанского края, 1914. (узб.)
2. "Исмлар имлоси" (Словарь имён) / Рахмонберди Мадазимов. — Ташкент: Типография при канцелярии генерал-губернатора Туркестанского края, 1915. (узб.)